# پیت موندریان
پیتر کورنلیوس موندریان یا پیت موندریان (هلندی: Pieter Cornelis "Piet" Mondriaan، زاده ۷ مارس ۱۸۷۲، آمرسفورت، هلند - درگذشته ۱ فوریه ۱۹۴۴، نیویورک، آمریکا) نقاش هلندی بود. از آثارش «درخت خاکستری» را می‌توان نام برد.

## دوران کودکی و جوانی
در سال ۱۸۷۲ در آمرسفورت هلند به دنیا آمد. مدتی خودآموزی می‌کرد و در کلاس‌های شبانه‌روزی درس طراحی می‌گرفت. در سال‌های ‎۱۸۹۲–۱۸۹۴ در آکادمی آمستردام نقاشی یادگرفت. اولین نمایشگاه نقاشی او در آمستردام بود و در همین شهر شروع به کار کرد.
در ۱۹۰۹ به انجمن تئوسوفی پیوست. در ۱۹۱۲ به پاریس رفت و کارهای خود را در سالن مستقل‌ها نمایش داد.
در اوت ۱۹۱۴ به هلند برگشت.

## گروه د استیل
موندریان در ۱۹۱۵ با تئو وان دوسبرگ آشنا شد؛ آن دو با وان لک در سال‌های‎۱۹۱۶–۱۹۱۷ گروه د استیل را تشکیل دادند. موندریان از ۱۹۱۷ به بعد برای مجله د استیل مقالات نظری می‌نوشت. در ۱۹۱۹ به پاریس برگشت. مجموعه مقالات او با عنوان نئوپلاستیسیسم در ۱۹۲۰ به وسیله نگارخانه لئونس روزنبرگ - و در ۱۹۲۵ به وسیله باوهاوس منتشر شد. در نمایشگاه‌های پاریس و هانوفر تابلوهای خود را نمایش داد. در ۱۹۱۲ نمایشگاه پنجاهمین سالروز تولد موندریان در آمستردام بر پا شد. در ۱۹۲۵ به خاطر ترکیب بندی‌های معکوس تئو وان دوسبرگ از گروه د استیل اخراج جدا شد. در نمایشگاه‌های پاریس، آمستردام، لاهه و نیویورک شرکت کرد. در ۱۹۳۸ به لندن و در ۱۹۴۰ به نیویورک رفت. در ۱۹۴۲ نمایشیگاه فردی خود را در نگارخانه‌های دودِنسینگ نیویورک بر پا کرد.
موندریان در سال ۱۹۴۴ در نیویورک درگذشت.

## آثار هنری

«کمپوزیسیون شماره ۱۰» ۴۲–۱۹۳۹
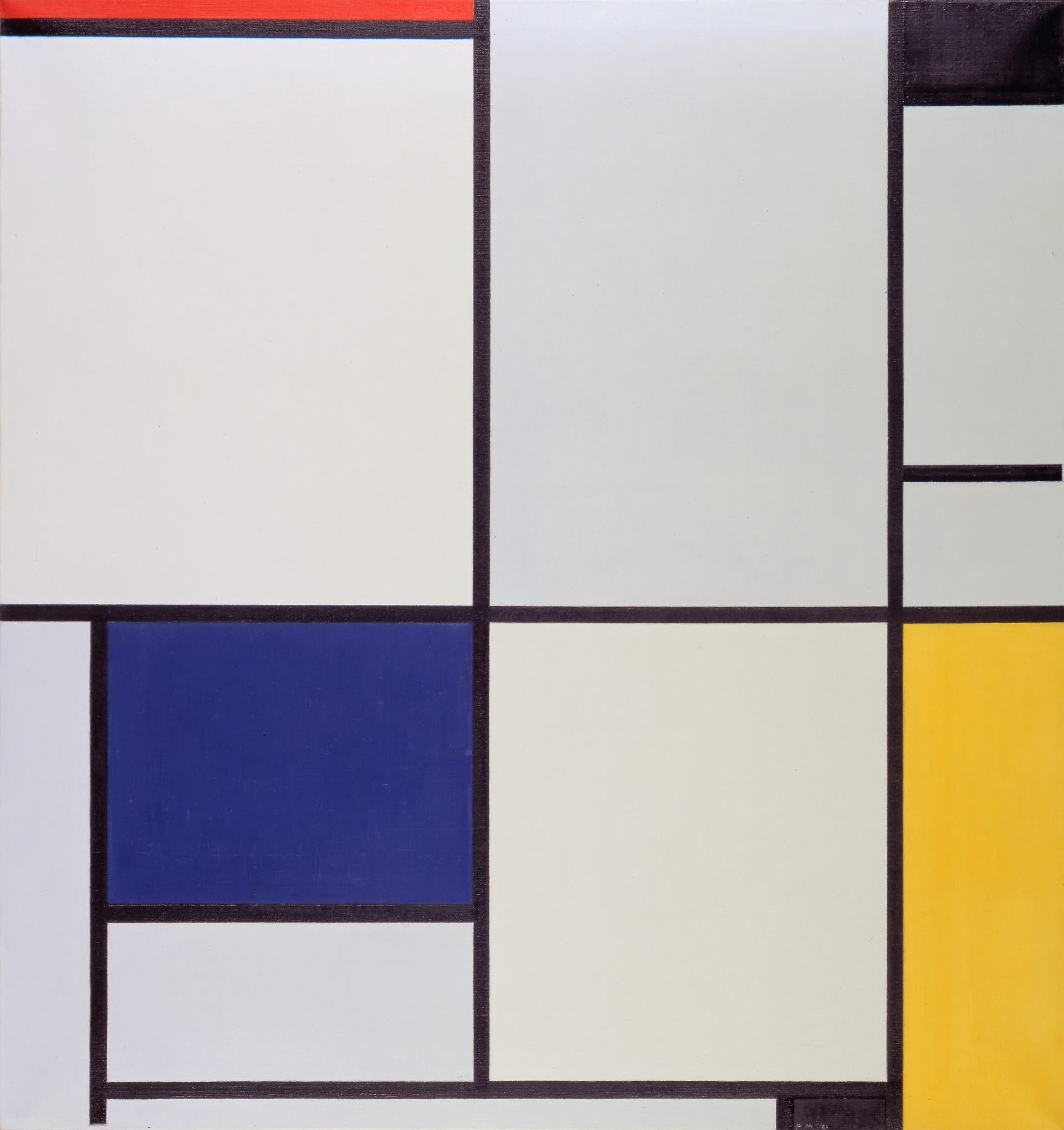
تابلوی اول، ۱۹۲۱، موزهٔ هنر لاهه
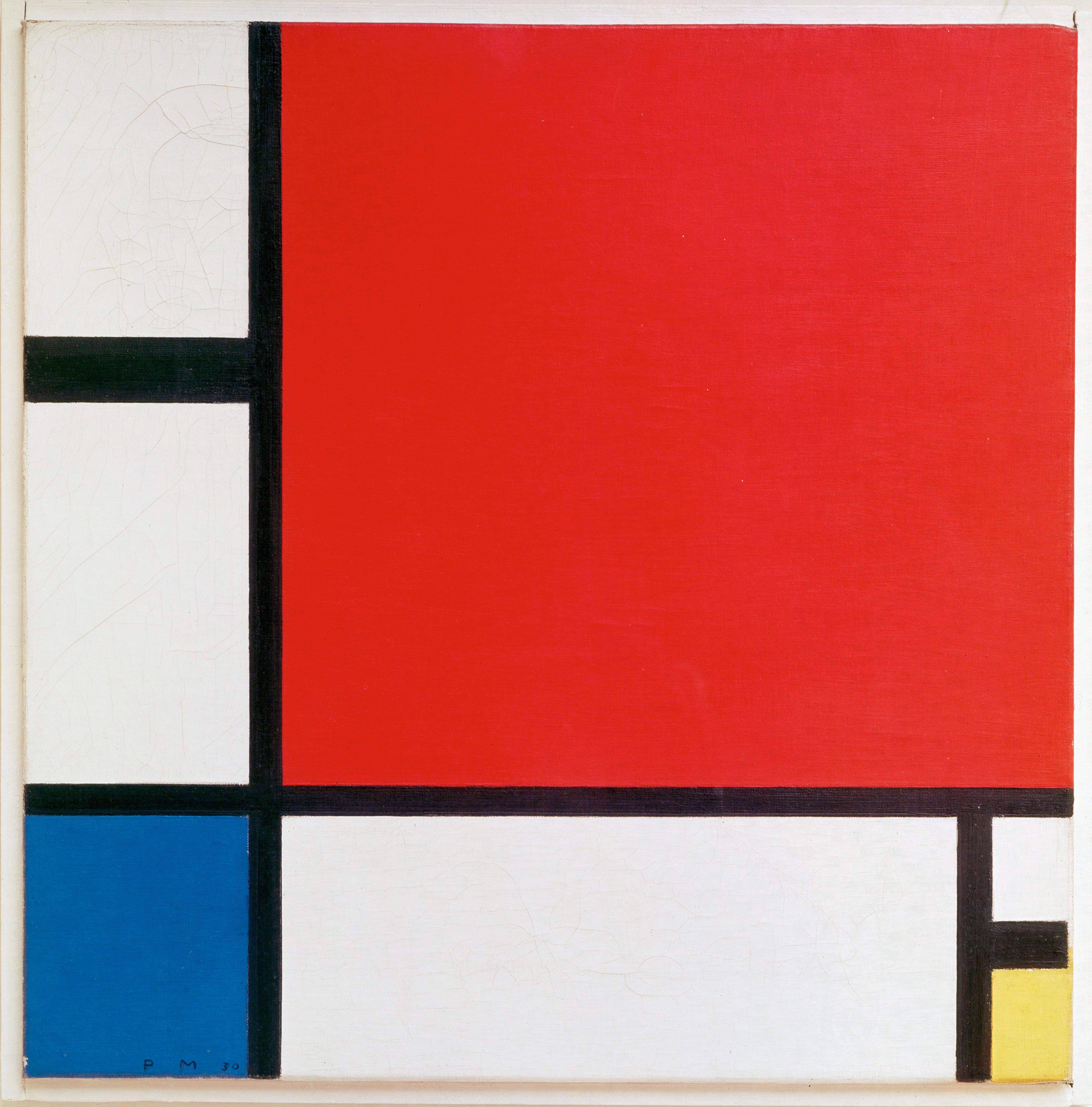
«کمپوزیسیون شماره ۲»، ۱۹۳۰، خانهٔ هنر زوریخ

## سبک نقاشی
موندریان هنرمندی بود با تعلقات عرفانی که به عنوان یکی از برجستگان انتزاع هندسی - بر هنر و معماری مدرن تأثیر وسیع و عمیقی داشته‌است. او با طرح نظریه نئوپلاستیسیسم - تحول بزرگی در انتزاع (ناب) به وجود آورد.
او می‌خواست تصاویر خود را از ساده‌ترین عناصر بسازد: خطوط مستقیم و رنگ‌های خاص.
او دنبال گونه‌ای نقاشی برپایه وضوح و انضباط بود که به شکلی قوانین علمی یا ریاضی جهان را نشان دهد.
وی بسیار تحت تأثیر کوبیسم قرار گرفته و تابلوهایی در این راستا بیافرید. این آثار در پاییز ۱۹۱۱ در آمستردام به نمایش گذارده شدند. بعد از این نمایشگاه، او آمستردام را به مقصد پاریس ترک کرد.
موندریان تابلوهایش را در چند مرحله تکمیل کرده و به پایان می‌رساند. ابتدا عناصر را به سطوح غیر هم فرم تجزیه کرده و سپس با تفکیک رنگها مرحله به مرحله پیش می‌رفت.